# Butch
Butch — московская поп-рок-группа, лидером которой с момента основания являлась Елена Погребижская. Группа была образована в 2001 году по инициативе Сергея Петухова. Группа вела активную концертную деятельность. В 2007 году группа прекратила своё существование.

## Дискография

### Студийные альбомы
- 2003 — Butch
- 2003 — Романсы
- 2005 — Факел (RS Russia [1])
- 2007 — Credo

### Видеоклипы
- Факел